# Radon
Radon är ett grundämne, en radioaktiv ädelgas, med kemiskt tecken Rn och atomnummer 86. Den vanligast förekommande isotopen är radon-222, som bildas vid sönderfall av radium-226 och ingår i den sönderfallskedja som börjar med uran-238 och slutar med bly-206. Radon-222, som har en halveringstid på 3,8 dagar, är en gas som sprids lätt från till exempel uran- och radiumhaltig berggrund in i hus. Främst genom vatten som pumpas upp från grundvattnet. Höga halter av radon finns i gruvor och vattenkraftverk byggda i berg. Radongasen i sig är inte farlig, men då den sönderfaller avges skadlig joniserande strålning, främst i form av alfapartiklar. Radons sönderfallsprodukter kallas för radondöttrar. Det är radondöttrarna som ger störst konsekvenser på hälsan. Älvar med vattenkraftverk har ofta stora mängder föroreningar. När vatten flödar igenom ett vattenkraftverk kan radon spridas ut igenom avloppet.

## Äldre namn
Grundämne 86 upptäcktes som en gas som omgav radioaktiva preparat. Denna "gudomliga" gas gavs namnet emanation. Ett annat äldre namn för grundämne 86 är niton.
Isotoperna 220Rn, 222Rn och 226Rn kallades i början toron, radon och aktinon beroende på preparatets sammansättning, men så småningom övertog namnet radon rollen som grundämnesnamn.

## Förekomst
Radon finns i praktiken i all jord under marken. I gruvor, grottor, bergrum och äldre källare är därför halterna vanligtvis höga. Radonet kommer också upp ur jorden och kan uppnå höga halter i marknivå om det är helt vindstilla, eller inversion som håller luften stilla vid marken, men normalt blandas radonet snabbt ut i atmosfären av termik och ofrånkomliga luftrörelser.  
Olika slag av berggrund och jord har olika uranhalt och ger olika höga halter av radon till markluften. Kommuner har normalt kartor som visar områden med hög, normal eller låg risk för radon. 
En vanlig orsak till förhöjda halter i byggnader är att radon kommer in via otätheter i golv mot mark och källarväggar. Termiken i varma byggnader tenderar att dra in luften från jorden, särskilt om den är luftgenomsläpplig, som exempelvis sand eller grus. Äldre otäta byggnader på rullstensåsar eller annan luftgenomsläpplig mark kan få höga halter.
I praktiken ger alla byggmaterial av sten ifrån sig radon. Särskilt mycket kommer från alunskifferbaserad blåbetong som producerades under perioden 1929–1975. Men höga halter inomhus beror oftast på radon från marken.
| Bq/m3   | pCi/L  | Exempel på olika nivåer på radonhalt i luft (pCi/L är ett äldre mått)                   |
| ------- | ------ | --------------------------------------------------------------------------------------- |
| 0,1     | 0,0027 | Radonhalten över havet i Antarktis är ca 0,1 Bq/m3.                                     |
| 1       | 0,027  | Radonhalten över stora hav är vanligen ca 1 Bq/m3.                                      |
| 10      | 0,27   | Radonhalten över öppen mark är normalt mellan 10 och 100 Bq/m3.                         |
| 100     | 2,7    | Radonhalten inomhus i Skandinavien är 30–200 Bq/m3 (globalt medelvärde cirka 40 Bq/m3). |
| 1 000   | 27     | På enstaka platser har man utomhus uppmätt radonhalter uppåt 1 000 Bq/m3.               |
| 10 000  | 270    | Radonhalten i källare och grottor kan ofta vara uppåt 3 000–30 000 Bq/m3.               |
| 100 000 | 2700   | I de oventilerade hälsogrottorna i Bad Gastein är radonhalten cirka 100 000 Bq/m3.      |
| 1 000   | 27000  | I oventilerade urangruvor kan man uppmäta radonhalter på 1 000 Bq/m3.                   |

## Hälsoeffekter
Det är inte radon i sig, utan vissa av radonets sönderfallsprodukter, "radondöttrar", som främst uppmärksammas som ett hälsoproblem. I sönderfallskedjan från radon-222, finns de positivt laddade jonerna polonium-218 och polonium-214, som häftar vid rök- och dammpartiklar och tenderar att fastna i lungorna då de andas in. Alfasönderfallen från dessa joner orsakar skador på lungorna och ökar därmed risken för lungcancer. 

### Lågdos-strålning
Empiriska studier har visat att höga doser av joniserande strålning, över 100 mSv, ökar risken för cancer. För låga doser, under ca 10 mSv, finns ingen sådan kunskap.
Den naturliga bakgrundsstrålningen (exklusive radon) ger en årlig stråldos på cirka 1 mSv. Vid så låga doser är riskökningen liten, och har bedömts medföra en risk på 1 på 20 000 att få cancer. Denna risk är så låg att den inte kan upptäckas med epidemiologiska undersökningsmetoder. Den grundar sig på observation av cancerrisken för höga doser under många år och antagandet att risken minskar linjärt ned till noll enligt den så kallade LNT-modellen. Många har menat att LNT ger en överskattning av risken och i stället förordat en beräkning med tröskel.
Radon ger en stråldos på ca 0,5–3 mSv per år och riskbedömningen har främst varit grundad på epidemiologiska metoder. Under senare år har studier av de fenomen som kallats "bystander effect" och "adaptive response effect" skapat vilsenhet kring effekterna av lågdos-strålning och ett helt nytt paradigm inom strålningsbiologin.

### Riskbedömningar
I Sverige uppges ofta radon i bostäder orsaka omkring 500 fall av lungcancer per år. Dessa fall drabbar dock huvudsakligen rökare, före detta rökare och passivrökare (se nedan).
Radon har bedömts vara en bidragande riskfaktor till 3–14 % av alla lungcancerfall världen över, beroende på medelkoncentrationen av radon i landet.
Risken för grupperna "rökare" kontra "aldrigrökare" (möjligen inklusive en stor del passivrökare) kan illustreras av resultaten från den europeiska poolingstudien.
Resultaten kan kort sammanfattas på följande sätt:
1. I total avsaknad av radon är risken för aldrig-rökare respektive rökare 0,41 procent respektive 10,1 procent. Med andra ord, det finns en risk på 0,41 procent som inte har något med radon eller tobaksrök att göra och en tillkommande risk på 9,69 procentenheter från rökning.
2. Den ökade risken för aldrig-rökare från radon är omkring 0,06 procentenheter per 100 Bq/m3 upp till 800 Bq/m3.
3. Den ökande risken för rökare från radon är omkring 1,5 procentenheter per 100 Bq/m3 upp till 800 Bq/m3.
4. Alltså, vid 100 Bq/m3 (som är medelvärdet för radon i studien) är riskökningen för aldrig-rökare från radon 0,06 procentenheter och totalrisken för rökare från kombinationen av rökning och radon 11,2 procent.[12][13]

### Radon och rökning
Radon utgör, liksom andra kända eller misstänkta yttre riskfaktorer för lungcancer, framför allt ett hot för rökare, före detta rökare och passivrökare.
I Radonutredningen noterades: ”En svensk undersökning (under publicering) av risken för ickerökare att drabbas av lungcancer från radonexponering i bostäder presenterades år 2000 av IMM. Studien omfattade 436 personer som fått lungcancer och aldrig varit rökare och en kontrollgrupp på sammanlagt 1 649 personer som heller inte varit rökare. Undersökningen visar att exponering för radon ökar risken för lungcancer hos icke-rökare. Den relativa riskökningen för de personer som inte röker eller har rökt var 0,10 per 100 Bq/m3, det vill säga ungefär samma relativa riskökning som i den svenska nationella studien från 1993. Den grupp av fallen som varit utsatta för miljötobaksrök i hemmet syntes svara för hela riskökningen, medan de som inte varit utsatta för miljötobaksrök inte uppvisade någon riskökning med ökande radonkoncentration. Dessa iakttagelser behöver bekräftas i andra studier.”
Några uppföljande studier synes dock inte ha genomförts, trots studiens uppseendeväckande resultat. 
En allmän bedömning måste vara att risker av bostadsradon för aldrigrökare är mer eller mindre försumbara. De rikt- och gränsvärden för radon i bostäder och lokaler som myndigheterna beslutat om får därför i praktiken främst ett syfte att skydda rökare, före detta rökare och i viss mån passivrökare. (Att detta inte är helt oavsiktligt framgår exempelvis av en artikel. Där skriver SSM: "Ur ett samhälleligt perspektiv när rökning är tillåten, och strålskyddsarbetet därför inkluderar rökare, så måste riskerna med radon och möjliga åtgärder, med dess konsekvenser, bedömas utifrån att delar av befolkningen tillhör en speciell riskgrupp.")
Ur ett samhällsekonomiskt perspektiv är åtgärder mot rökning naturligtvis avsevärt mer kostnadseffektiva om syftet är att minska antalet lungcancerfall.   

## Gränsvärden, riktvärden och möjliga åtgärder

### Radon i inomhusluft
WHO presenterade år 2009 en rekommenderad referensnivå (national reference level), 100 Bq/m3, för radon i bostäder. Rekommendationen säger också att där detta inte är möjligt bör den valda nivån inte överstiga 300 Bq/m3. En nationell referensnivå ska dock inte vara ett takgränsvärde, utan ska representera ett maximalt accepterat årsmedelvärde för radonkoncentrationen i en bostad.
I Sverige har Boverket fastställt ett gränsvärde för radon i nya byggnader på 200 Bq/m3. Socialstyrelsen anger i sina allmänna råd ett riktvärde på 200 Bq/m3, vilket bland annat avser bostäder och allmänna lokaler. I föreskrifter från Arbetsmiljöverket anges gränsvärdet för arbetsplatser på ett nytt sätt sedan 2012, där arbetstagarens summerade exponering ska bedömas. Siffrorna gäller inte för utrymmen där människor endast vistas tillfälligt. Livsmedelsverket och Socialstyrelsen har också regler om radon i dricksvatten.
Gränsvärden och riktvärden i de svenska reglerna kommer inte att sänkas på grund av WHO:s rekommendation.
Den främsta källan till radon i inomhusluft är markluft som tränger in genom otätheter i grunden eller källaren. Det är vanligt att trycket inomhus är lägre än i marken under huset, på grund av termik eller fläktventilation. Detta kan leda till att markluften sugs in i källarutrymmen och lokaler i främst bottenvåningar genom de otätheter och öppningar som finns. Radon kan även avges från vissa byggmaterial, exempelvis blåbetong, som baseras på uranhaltig alunskiffer. 
Det finns tre olika sätt att minska radonhalten inomhus: genom att avlägsna radonkällan, utestänga radonet eller späda ut det radon som nått inomhusluften med ventilation. Kommer radonet från byggnadsmaterialet, sänks radonhalten enklast genom ventilation. Att byta ut det byggnadsmaterial som ger upphov till radon är vanligtvis en kostsam metod och ofta är det ändå marken under eller kring huset som främst bidrar till förhöjd radonhalt. 
I de fall där radonet kommer från marken är det vanligt att försöka utestänga radonet genom att täta de sprickor och öppningar som finns i husgrunden, eller att installera exempelvis en radonsug, som sänker trycket i marken under huset och därigenom både suger bort och förhindrar att radonet kommer in. En kombination av olika åtgärder för att sänka radonhalten fungerar oftast bäst.
I en brittisk forskarrapport publicerad i British Medical Journal slår ledande forskare fast att radonsanering inte lönar sig i utvecklade länder. Enligt studien torde detta gälla även länder med högre radonvärden.

### Radonhaltigt vatten
Radon kan också förekomma i dricksvatten, främst från borrade brunnar och kallkällor. Att dricka radonhaltigt vatten bedöms inte utgöra någon större hälsorisk. Det problem som har betonats är i stället det radon som övergår från vattnet till inomhusluften. Som tumregel ger en radonhalt på 1000 Bq/l i vattnet upphov till en höjning med 100 Bq/m3 av radonhalten i luften. Ett enkelt sätt att minska radonhalten i vattnet är avluftning. Livsmedelsverket ändrade gränsen för otjänligt vatten 2013 från 100Bq till idag 1000bq, och har istället satt >100 Bq/l som gräns för tjänligt med anmärkning >1000Bq/l för otjänligt vatten.
I vattenverk, industrier med mera där det finns öppna bassänger kan detta ibland ge upphov till höga radonhalter i inneluften.